# Le Verdon-sur-Mer
Le Verdon-sur-Mer is een gemeente in het Franse departement Gironde (regio Nouvelle-Aquitaine). De plaats maakt deel uit van het arrondissement Lesparre-Médoc. Le Verdon-sur-Mer telde op 1 januari 2022 1.389 inwoners.

## Geografie
De oppervlakte van Le Verdon-sur-Mer bedroeg op 1 januari 2022 17,09 vierkante kilometer; de bevolkingsdichtheid was toen 81,3 inwoners per km².

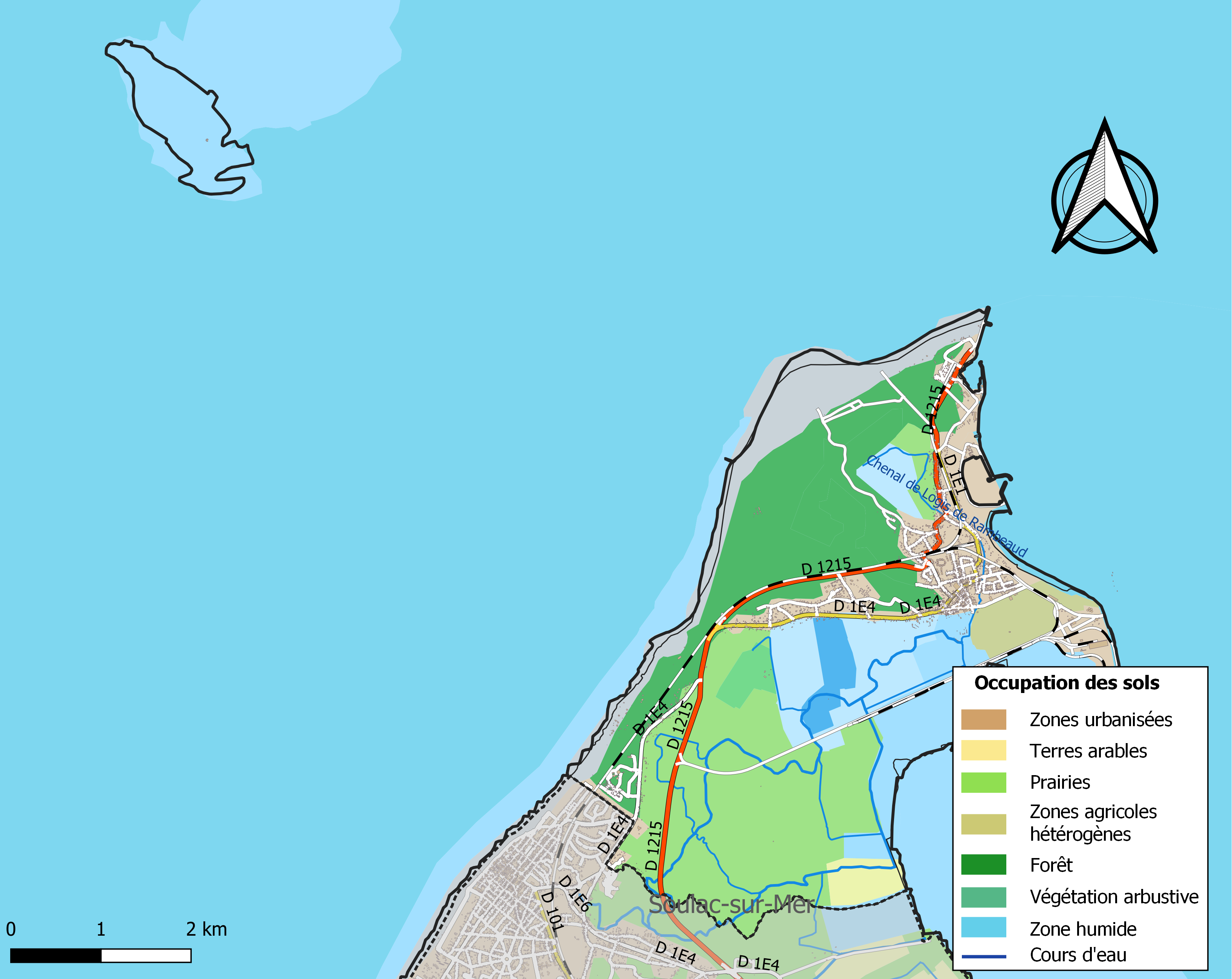
Kaart van de gemeente met belangrijkste infrastructuur, bodemgebruik en omliggende gemeenten

## Verkeer en vervoer
In de gemeente liggen de spoorwegstations Le Verdon en Pointe-de-Grave. Er is een veerbootverbinding met Royan; zie Royan - Le Verdon-sur-Mer.

## Demografie
Onderstaande figuur toont het verloop van het inwonertal (bron: INSEE-tellingen).

## Afbeeldingen

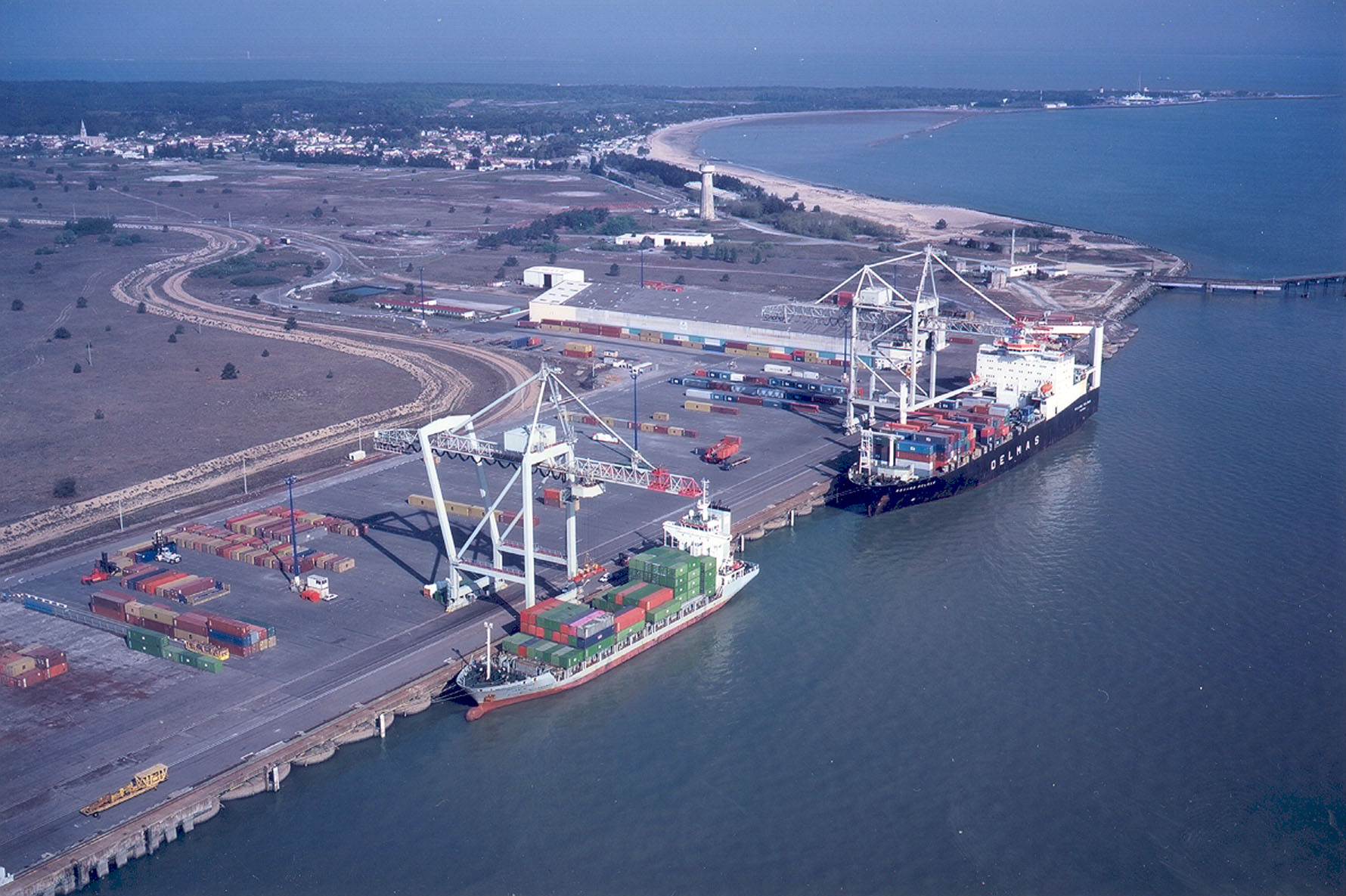
Containerhaven
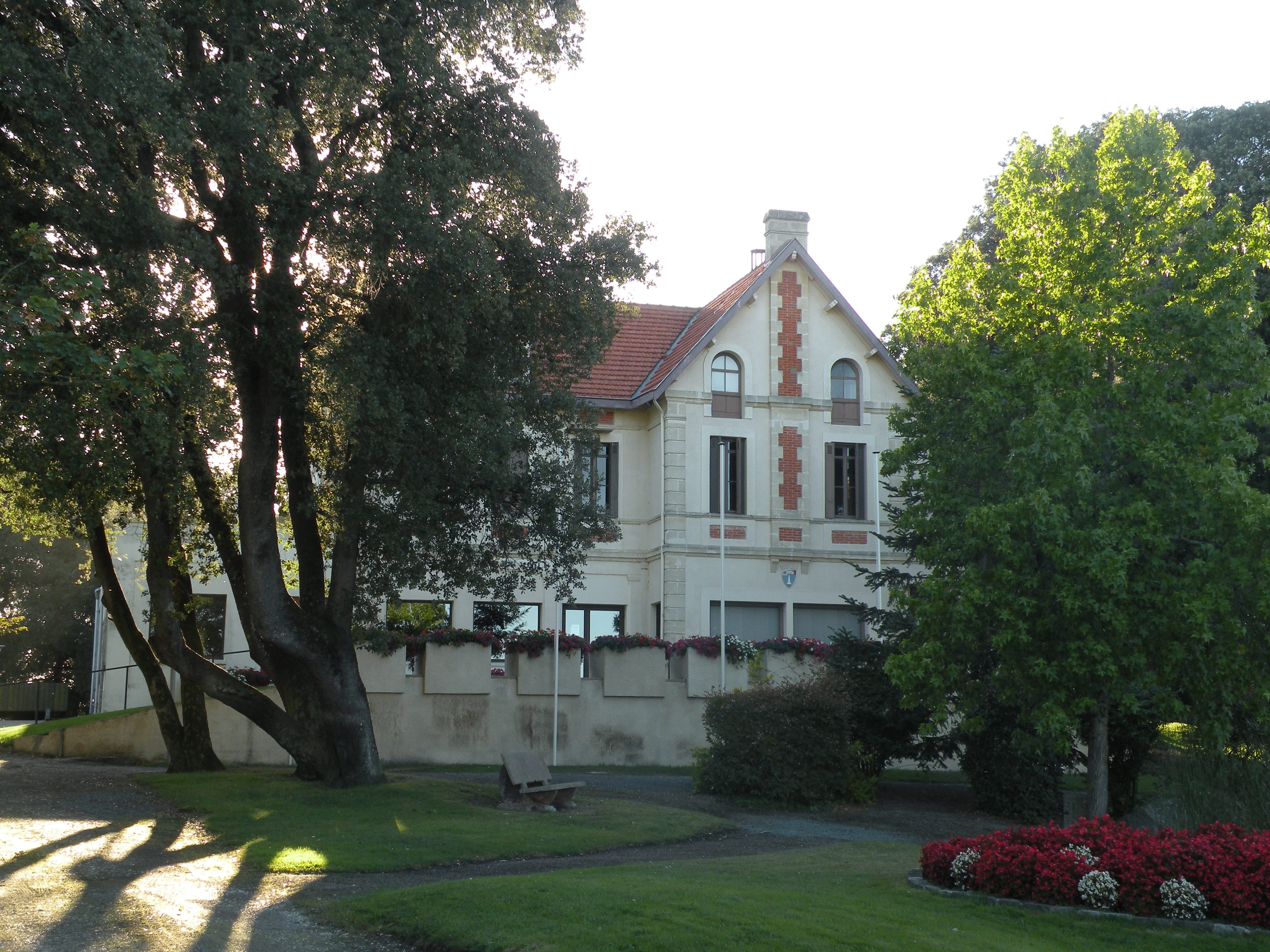
Gemeentehuis
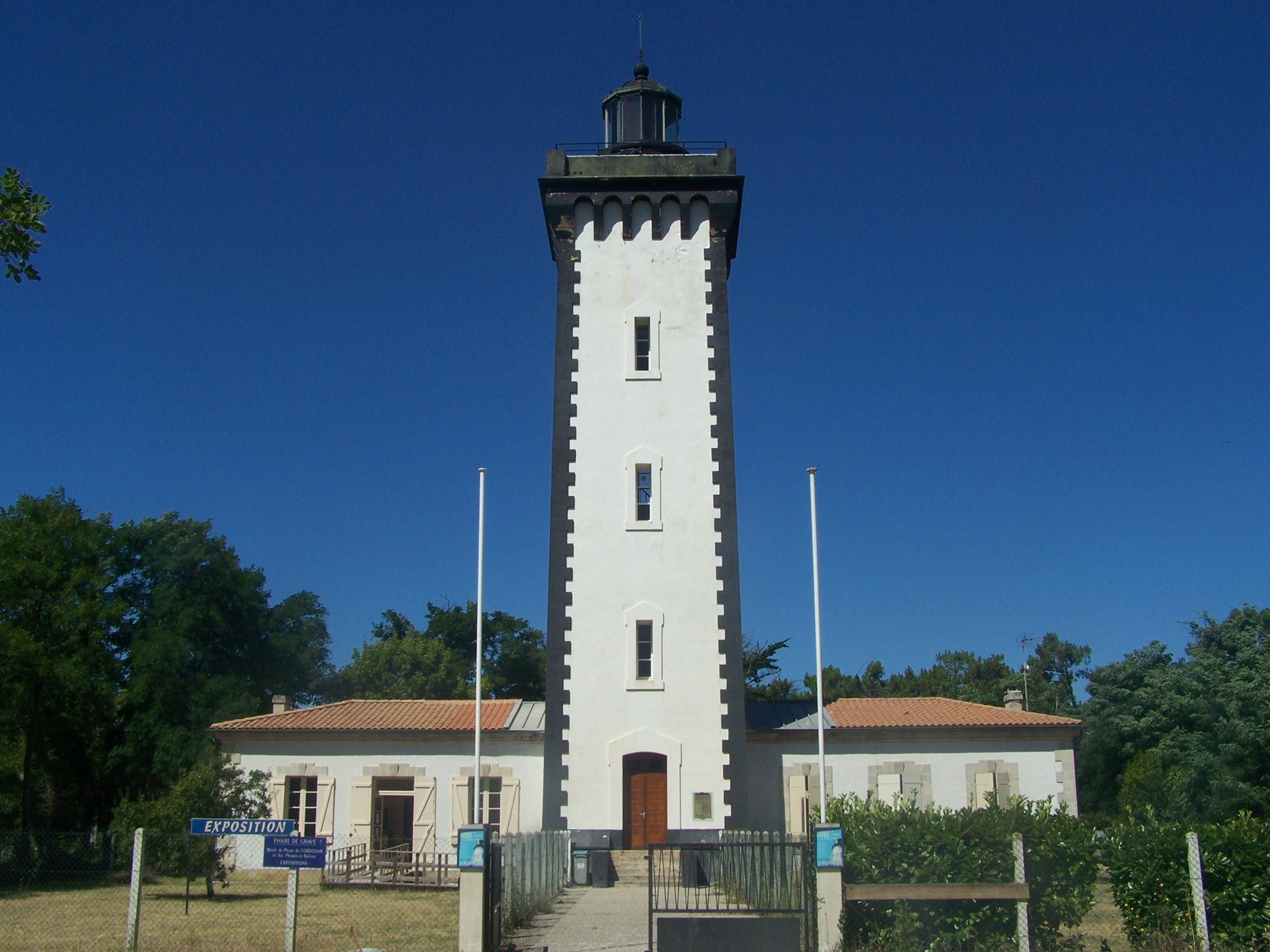
Vuurtoren
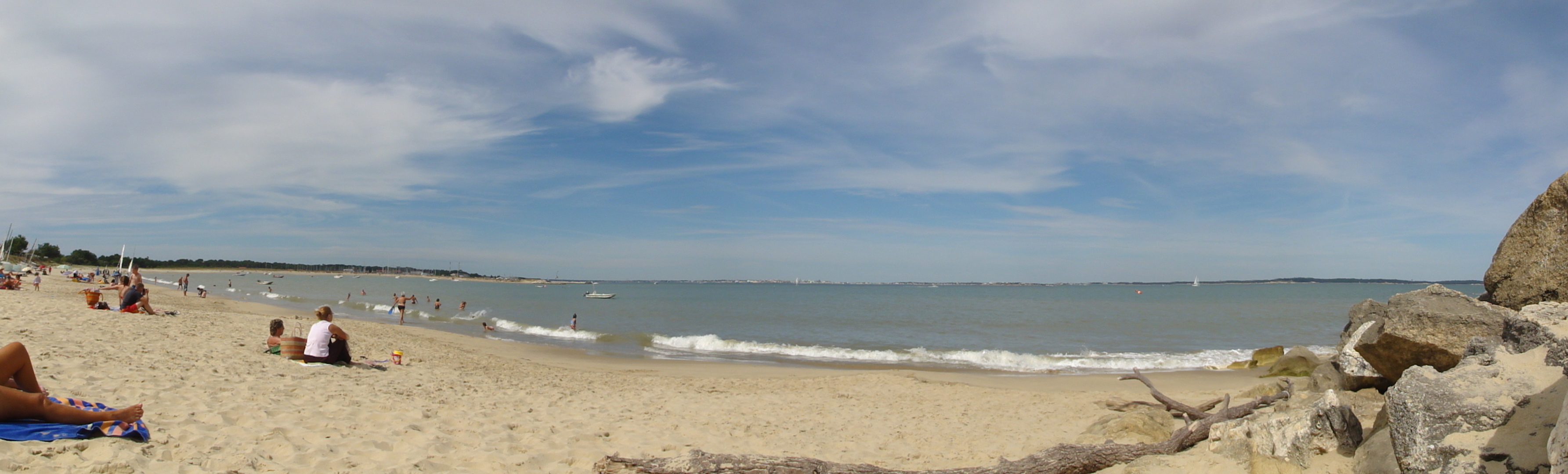
Strand
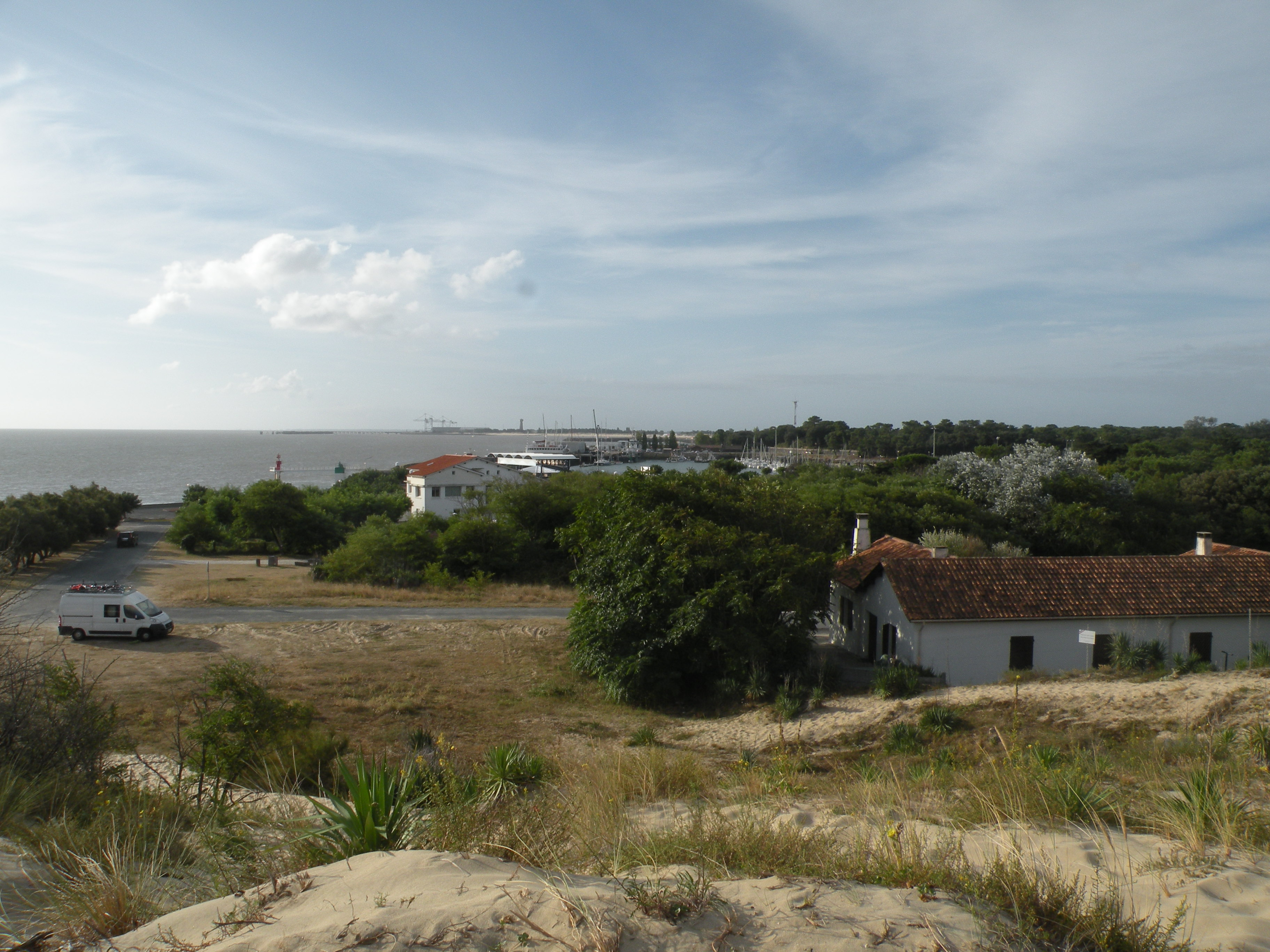
Gezicht op de haven